# Liste des députés bruxellois (1995-1999)
Pour les articles homonymes, voir Liste des députés bruxellois.
Liste des députés pour la législature 1995-1999 au parlement bruxellois. Ils siègent du 6 juin 1995 au 7 mai 1999 et se composent de 65 députés francophones et 10 députés néerlandophones..
Parmi ceux-ci, 19 () font aussi partie du parlement de la Communauté française de Belgique.

## Bureau
- Armand De Decker, président
- Jan Béghin, 1er vice-président
- Jean Demannez, vice-président
- Jean-Pierre Cornelissen, vice-président
- Marion Lemesre, vice-présidente
- Andrée Guillaume-Vanderroost, secrétaire
- Bernard Clerfayt, secrétaire
- Roeland Van Walleghem, secrétaire
- Guy Vanhengel, secrétaire
- Benoît Veldekens, secrétaire
- Philippe Debry, secrétaire
- Robert Garcia, secrétaire

## Élus du rôle francophone (65)

### PS (17)
1. Sfia Bouarfa
2. Alain Bultot remplace  Eric Tomas, ministre
3. Michèle Carthé
4. Mohamed Daïf
5. Jacques De Coster
6. Jean Demannez
7. Françoise Dupuis
8. Ghislaine Dupuis
9. Sylvie Foucart
10. Andrée Guillaume-Vanderroost
11. Willy Decourty (25.04.1996) remplace Merry Hermanus
12. Robert Hotyat
13. Alain Leduc
14. Anne-Sylvie Mouzon remplace Michel Moock
15. Joseph Parmentier (25.04.1996) remplace Willy Decourty qui remplaçait  Charles Picqué, ministre
16. Mahfoudh Romdhani
17. Freddy Thielemans

### PRL-FDF (28)
1. Danielle Caron
2. Françoise Carton de Wiart
3. Bernard Clerfayt
4. Marc Cools
5. Jean-Pierre Cornelissen
6. Armand De Decker
7. Jacques De Grave
8. Yves de Jonghe d'Ardoye
9. Stéphane de Lobkowicz
10. Serge de Patoul
11. Corinne De Permentier
12. Georges Désir
13. Willem Draps
14. Michel Hecq
15. Marion Lemesre
16. Claude Michel
17. Isabelle Molenberg
18. Martine Payfa
19. Caroline Persoons remplace  Didier Gosuin
20. Jacques Pivin
21. François Roelants du Vivier
22. Françoise Schepmans
23. Philippe Smits remplace  Hervé Hasquin
24. Marie-Laure Stengers
25. Didier van Eyll
26. Anne-Marie Vanpévenage
27. Eric van Weddingen
28. Alain Zenner remplace  Eric André

### PSC (7)
1. Michel Demaret
2. Béatrice Fraiteur
3. Denis Grimberghs
4. Dominique Harmel
5. Michel Lemaire
6. Benoît Veldekens
7. Magdeleine Willame-Boonen

### ECOLO (7)
1. Alain Adriaens
2. Philippe Debry
3. André Drouart
4. Paul Galand
5. Évelyne Huytebroeck
6. Marie Nagy
7. Mostafa Ouezekhti

### FN (6)
1. Comte Thierry de Looz-Corswarem
2. Emile Eloy
3. Roland Frippiat
4. Juan Lemmens
5. Annie Raspoet (18.12.1997) remplace Georges Matagne
6. Philippe Rozenberg

## Élus du rôle néerlandophone (10)
Parmi ceux-ci 6 font également partie du parlement flamand.

### CVP (3)
- Jean De Hertog (15.10.1997) remplace  Brigitte Grouwels qui remplaçait Jos Chabert, ministre
- Walter Vandenbossche
- Jan Béghin

### VLD (2)
- Leo Goovaerts (nl)
- Guy Vanhengel remplace Annemie Neyts-Uyttebroeck, non siègeante, démissionnaire

### SP (2)
- Robert Garcia
- Anne Van Asbroeck (26.02.1999) remplace Michiel Vandenbussche remplace Rufin Grijp

### VU (1)
- Sven Gatz remplace (jusque 27.11.1997) Vic Anciaux, secrétaire d'état.

### VB (2)
- Dominiek Lootens-Stael
- Roeland Van Walleghem